# Ngepeh (Tugu)
Ngepeh is een bestuurslaag in het regentschap Trenggalek van de provincie Oost-Java, Indonesië. Ngepeh telt 3688 inwoners (volkstelling 2010).